# 2009 KL30
2009 KL30, também escrito como 2009 KL30, é um objeto transnetuniano que está localizado no Cinturão de Kuiper, uma região do Sistema Solar. Ele possui uma magnitude absoluta de 7,5 e tem um diâmetro estimado com 139 km.

## Descoberta
2009 KL30 foi descoberto no dia 25 de maio de 2009 por M. Yagi.

## Órbita
A órbita de 2009 KL30 tem uma excentricidade de 0,197 e possui um semieixo maior de 45,761 UA. O seu periélio leva o mesmo a uma distância de 36,762 UA em relação ao Sol e seu afélio a 54,760 UA.